# Raphitoma bernardoi
Raphitoma bernardoi is een slakkensoort uit de familie van de Raphitomidae. De wetenschappelijke naam van de soort werd voor het eerst geldig gepubliceerd in 1998 door Rolán, Otero-Schmitt & Fernandes.